# Saint-Paul-lès-Durance
Saint-Paul-lès-Durance (según el INSEE) o Saint-Paul-lez-Durance (según el sitio oficial, los documentos de la municipalidad y el uso habitual) es una comuna francesa situada en el departamento de Bocas del Ródano, en la región de Provenza-Alpes-Costa Azul.

## Demografía
| 140 | 503 | 463 | 461 | 643 | 790 | 885 |
| Para los censos de 1962 a 1999 la población legal corresponde a la población sin duplicidades (Fuente: INSEE [Consultar]) |     |     |     |     |     |     |

## Energía
En el lugar de Cadarache, la localidad acoge un importante centro de investigación del Commissariat à l'Energie Atomique et aux Energies Alternatives (CEA) sobre energía nuclear (fisión y fusión), nuevas tecnologías energéticas y biomasa.
Este centro acoge también el ITER Tokamak, un megaproyecto de costo multimillonario que pretende reproducir en la Tierra la energía ilimitada que alimenta al Sol y a las estrellas, con la esperanza de poder hacer de la fusión nuclear una de las fuentes de energías del futuro. El montaje del reactor se inició en 2020. Se estima que las obras finalizarán en 2025 y la esperanza es que la primera generación de plasma se logre a fines de ese año.